# Discus marmorensis
Discus marmorensis är en snäckart som beskrevs av H. B. Baker 1932. Discus marmorensis ingår i släktet Discus och familjen Discidae. IUCN kategoriserar arten globalt som sårbar. Inga underarter finns listade i Catalogue of Life.